# 瓦什特湖
57°4′25″N 60°32′10″E / 57.07361°N 60.53611°E
瓦什特湖（俄语：Вашты），是俄羅斯的湖泊，位於該國中西部斯維爾德洛夫斯克州，長1.5公里、寬1公里，面積1.56平方公里，海拔高度263米，平均水深1米，最大水深2米。